# Symbole manat
₼
Pour les articles homonymes, voir Manat (homonymie) et Manat azerbaïdjanais.

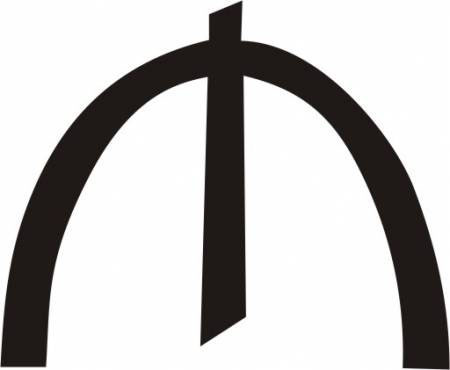
symbole du manat

Le symbole manat (₼) est le symbole monétaire du manat azerbaïdjanais, l’unité monétaire de l’Azerbaïdjan.